# Assedio di Ma'arrat al-Nu'man
L'assedio di Marra ebbe luogo nella città di Ma‘arrat al-Nu'mān, allora conosciuta dai Crociati come Marra, attualmente in Siria, nel 1098 durante la Prima Crociata. Si tratta di un episodio minore del conflitto, noto più che altro per le voci di cannibalismo rivolte contro i crociati, riportate dalle fonti primarie.

## Premessa
Dopo che i crociati, guidati da Raimondo IV di Tolosa e da Boemondo di Taranto ebbero conquistata Antiochia, iniziarono a invadere le terre circostanti.
Nel luglio del 1098, Raimondo Pilet, un cavaliere dell'esercito di Raimondo di Tolosa, condusse una spedizione
nelle terre circostanti Antiochia che terminò a Ma'arrat al-Nu'man, dove si erano concentrate numerose forze turche provenienti da varie città circostanti tra cui Aleppo. Raimondo Pilet e i suoi cavalieri scacciarono la guarnigione turca e occuparono la città, ma la scarsità di riserve d'acqua li convinse ad abbandonare la città per la fortezza di Talamania.

## L'assedio
Nel mese di novembre Raimondo di Tolosa e Boemondo di Taranto, risolta una disputa tra loro, si decisero a muovere verso sud. Quando giunsero a Marra, dove si erano rifugiati saraceni e arabi dai territori circostanti, misero sotto assedio la città. Era la fine del mese di novembre.
All'inizio di dicembre, una volta vinta la resistenza degli assediati, i crociati trucidarono una parte della popolazione della città, mentre ridussero in schiavitù la parte rimanente. Non ci sono dati certi sull'episodio: il cronachista Ibn al-Athir, nato il secolo successivo, riporta che sarebbero state uccise 100 000 persone in tre giorni, a cui si sarebbero aggiunti molti prigionieri, cifra però completamente sproporzionata rispetto alla reale popolazione della cittadina, stimabile in meno di 10 000 residenti.
Nel frattempo scoppiò una disputa tra Boemondo e Tancredi; il primo si proclamò principe di Antiochia e, stabilitosi nel suo nuovo feudo, si rifiutò di continuare la crociata, mentre il secondo, fedele all'impegno preso, continuò la marcia verso Gerusalemme.

## Le accuse di cannibalismo
L'episodio è ricordato non per la sua importanza militare e strategica, infatti si trattò dell'assedio di un centro di scarsa rilevanza, ma per le accuse di cannibalismo rivolte ai crociati.
Quasi tutte le cronache sulle crociate, eccettuate quelle di Bartolph de Nangis ed Ekkehard, citano l'episodio.
Tra gli altri, l'episodio è riportato da Rodolfo di Caen, che partecipò all'assedio di Ma‘arrat al-Nu'mān al seguito dei Normanni di Puglia, nelle sue Gesta Tancredi e da Alberto di Aquisgrana, un cronachista francese del XII secolo, che probabilmente si basò sul lavoro di Rodolfo nel riportare tale episodio.
Secondo il resoconto di Rodolfo, un'improvvisa e incessante pioggia allagò le riserve di grano e di pane dei crociati, facendole rapidamente marcire. Per questo fatto l'accampamento cristiano sarebbe stato colpito da carestia. A questo punto del racconto Rodolfo riporta con toni da Grand Guignol, sottolineando la vergogna provata nell'apprendere tale fatto, le testimonianze di crociati che affermavano di essersi cibati dei cadaveri dei pagani e di cani. La testimonianza comunque è per sentito dire e molti storiografi e cronachisti contemporanei non la tramandarono. Lo storico francese, Joseph-François Michaud (1767 – 1839), nel suo Histoire des croisades, fa propria la voce in cui si parlava di episodi di cannibalismo; nella nota a piè di pagina fa riferimento al Vescovo di Dol, Baudri de Bourgueil, che nel suo Historia Hyerosolimitana, descrizione della prima crociata, sul racconto dell'abate, Pierre de Maillezais, che aveva partecipato alla Crociata al seguito di Guglielmo IX d'Aquitania, che cerca di giustificare gli atti di cannibalismo per la fame che li tormentava, ed anche a Radulfo di Caen, che aveva partecipato alla crociata al seguito di Boemondo I d'Antiochia, e nel capitolo XCVII.- Fames horribilis in castris fidelium. del suo Gesta Tancredi in Expeditione Hierosolymitana, esprimendo tutto il suo orrore e paragonando quei crociati ai cani, così descrisse l'episodio:
- Inundantia haec nimia peperit famem, putrescente in castris allata cerere, nullam de foris quoquam afferente, protelabatur victoria. Panis fluxerat, fames invalescebat. Pudet referre quod audierim, quodque didicerim ab ipsis pudoris auctoribus. Audivi namque qui dicerint cibi se coactos inopia, ad humanae [0553D] carnis edulium transisse, adultos gentilium cacabo immersisse, pueros infixisse verubus, et vorasse adustos: vorando aemulati sunt feras, torrendo homines, sed caninos. Hunc ipsum finem membris propriis minabantur, cum aliena deficerent: nisi aut captae urbis, aut cereris advenae intercessio esuriem lenisset[10].

Guiberto di Nogent e Roberto il Monaco ricordano che i crociati sventrarono cadaveri alla ricerca di monete d'oro od altri preziosi, che venivano ingoiati dai proprietari allo scopo di sottrarli alla razzia, ma non citano episodi di cannibalismo. 
Nemmeno il cronachista musulmano Ibn al-Athīr fa riferimento a tali episodi di cannibalismo.

## Conseguenze
Veri o meno che fossero, gli episodi di cannibalismo hanno avuto molto risalto in Medio Oriente in chiave anti-crociata, mentre nella storiografia occidentale moderna questo episodio sembra trovare poca credibilità. Autori arabi, quali il giornalista cristiano-libanese Amin Maalouf, riportano il fatto che la pratica fosse stata giustificata dalla carestia successiva all'assedio e alla conquista della città, ma, citando il comportamento di bande di Tafur che avrebbero inneggiato al "mangiare la carne dei saraceni", ipotizza che tali episodi potessero anche essere attribuiti al fanatismo di una parte dei crociati. Lo stesso Maalouf a commento del fatto, fa presente come in opere, anche europee, precedenti al XIX secolo, la vicenda fosse sovente citata e le versioni fossero concordanti con le cronache franche stilate al tempo, mentre dal secolo successivo la questione venisse ignorata o appena accennata, ipotizzando che questa censura sia avvenuta nell'ottica di una rivisitazione in chiave "civilizzatrice" delle crociate. Tuttavia lo storico medievalista americano James A. Brundage definì il lavoro di Maalouf con queste parole: Il resoconto di Maaoluf è giornalistico anche nel senso peggiore del termine. La sua storia è superficiale, aneddotica e ultra-semplificata. L'autore impiega il suo stile a scopo melodrammatico, a spese dell'accuratezza. Egli continua a raccontarci fatti che né lui né nessun altro conosce.

### Fonti primarie
- (LA)  GESTA TANCREDI IN EXPEDITIONE HIEROSOLYMITANA[collegamento interrotto].

### Letteratura storiografica
- (FR)  Histoire des croisades. Tome 1 / Partie 1.
- Thomas Asbridge, The First Crusade: A New History, Oxford University Press, 2004.
- (FR) Claude Lebedel, Les Croisades, Origines et consequences, Rennes, Ouest-France, 2004, : 9782737326103.
- Davide Esposito, "La Chanson de Jérusalem: l'epopea dei Crociati cannibali. La storia dei «fanatici dell'Apocalisse»", Carocci, 2023.
- Amin Maalouf, Le crociate viste dagli arabi, Società editrice internazionale, Torino 1989, ISBN 88-05-05050-4 (ed. orig.: Amin Maalouf, Les croisades vues par les arabes, Paris 1983. ISBN 978-2-290-11916-7)